# Quavo
Quavo, właśc. Quavious Keyate Marshall (ur. 2 kwietnia 1991 w Athens) – amerykański raper, piosenkarz, autor tekstów i producent muzyczny, członek muzycznego trio Migos.

## Życiorys
Urodził się 2 kwietnia 1991 roku w Athens w stanie Georgia. Mama Quavo była fryzjerką, a jego ojciec zmarł, gdy ten miał cztery lata. Quavo, Offset i Takeoff dorastali w hrabstwie Gwinnett, które znajdowało się jadąc pół godziny na północ od Atlanty. "Moja okolica była niebezpieczna i musiałem się stamtąd wydostać. Sami sobie to zrobiliśmy. Zdecydowaliśmy się zostać na ulicach" – powiedział Quavo.
Uczęszczał do Berkmar High School i był pierwszym rozgrywającym w swojej drużynie piłkarskiej futbolu amerykańskiego w sezonie 2009. Chociaż był opisywany jako wysoki na 6 stóp, był szczupły jak na zawodnika futbolu.
Pomimo ukończenia sezonu, Marshall został wyrzucony z Berkmar kilka miesięcy przed ukończeniem studiów.

### Kariera
Zespół został założony w 2009 roku przez Quavo, Takeoffa i Offseta. Członkowie są bezpośrednio spokrewnieni. Quavo jest wujkiem Takeoffa, a Offset jest kuzynem Quavo. Grupa była pierwotnie znana jako Polo Club, ale ostatecznie postanowiła zmienić nazwę na "Migos", po tym jak zdecydowała, że nazwa Polo Club jest zbyt ogólna. Grupa wydała swój pierwszy mixtape zatytułowany Juug Season 25 sierpnia 2011 roku.
Raperzy większy rozgłos zyskali w 2013 roku po wydaniu singla Versace. Piosenkę zremiksował kanadyjski raper Drake i osiągnął 99 miejsce na liście Billboard Hot 100 i 31 na Hot R&B/Hip-Hop Songs.
Po sukcesie drugiego studyjnego albumu Culture, który osiągnął numer jeden na amerykańskiej liście Billboard 200, Quavo pojawił się w kilku popularnych piosenkach, m.in. Congratulations razem z raperem Post Malone, I'm the One producenta i DJ-a – DJ-a Khaleda, Portland rapera Drake'a i  Strip That Down piosenkarza Liama Payne'a. W wywiadzie dla GQ, inny raper Travis Scott, z którym wcześniej pracował Quavo, ujawnił, że razem z nim pracuje nad wspólnym albumem.
21 grudnia 2017 Quavo ogłosił, że wyda album Jack Huncho z Travisem Scottem dzień później bez wcześniejszej promocji.
17 maja 2019 Madonna wydała drugi singel promocyjny swojego czternastego albumu Madame X o nazwie „Future”, który nagrała wraz z Quavo.
18 maja 2019 wystąpił gościnnie w duecie z Madonną z premierowym utworem „Future” podczas 64. Konkurs Piosenki Eurowizji w Centrum Konferencyjnym w Tel Awiwie.

### Problemy z prawem
18 kwietnia 2015 r. władze wtargnęły na koncert raperów na Georgia Southern University i aresztowały wszystkich trzech członków grupy, a także kilku członków ich otoczenia. Quavo został oskarżony o posiadanie nieokreślonego narkotyku Schedule II, posiadanie marihuany, posiadanie broni palnej w szkolnej strefie bezpieczeństwa oraz posiadanie broni palnej podczas popełnienia przestępstwa. Został zwolniony z więzienia w związku z obligacją, a później nie występował z żadną skargą o zarzutów dotyczących posiadania marihuany i otrzymał wyrok 12 miesięcy, który został zawieszony na podstawie zapłaty przez rapera grzywny.

## Dyskografia

### Albumy studyjne
- Quavo Huncho (2018)
- Rocket Power (2023)
- Atl (2017)

### Albumy kooperacyjne
- Huncho Jack, Jack Huncho (z Travisem Scottem) (2017)